# Taluk (Batang Kapas)
Taluk is een bestuurslaag in het regentschap Zuid-Pesisir van de provincie West-Sumatra, Indonesië. Taluk telt 4004 inwoners (volkstelling 2010).